# Alida van Wickevoort Crommelin

Alida barones van Wickevoort Crommelin (Hoorn, 2 augustus 1806-'s-Gravenhage, 18 juni 1883) was grootmeesteres van Sophia van Württemberg, koningin der Nederlanden en behoorde sinds 1877 tot de Nederlandse adel.

## Biografie
Crommelin was een lid van het geslacht Crommelin en werd geboren als dochter van Jan Iman Hendrik van Wickevoort Crommelin (1775-1841), lid van de Tweede Kamer, en Ida Geertruij Baert (1772-1823). Zij trouwde in 1833 met Eduard van der Oudermeulen (1801-1853), luitenant-kolonel, adjudant van koning Willem I en II, lid van de gemeenteraad van 's-Gravenhage, ridder in de Militaire Willems-Orde.
Crommelin werd bij Koninklijk Besluit in 1858 benoemd tot grootmeesteres van koningin Sophia van Württemberg, hetgeen ze zou blijven tot 1878. Bij Koninklijk Besluit van 7 augustus 1877 werd ze voor haar persoon alleen verheven in de adelstand met de titel van barones; verlening van persoonlijke adeldom zoals bij haar is zeer uitzonderlijk. Haar wapen is het enige alliantiewapen dat voorkomt in de registers van de Hoge Raad van Adel. Zij was het enige lid van de familie Crommelin dat ooit tot de Nederlandse adel heeft behoord. Daar in de Nederlandse adel adeldom niet overgaat in vrouwelijke lijn stierf met haar het 'adellijke geslacht' in 1883 uit.

### Nageslacht
Uit het huwelijk had Crommelin het volgende nageslacht, ook hofdienaren:
- Ida Catharina van der Oudermeulen (1834-1857); trouwde in 1852 mr. Willem Hendrik baron van der Duyn, heer van Benthorn (1819-1858), kamerheer des konings, gezant aan het Hof van Sardinië, lid van het geslacht Van der Duyn
- Cornelis Jan van der Oudermeulen (1838-1904), stalmeester i.b.d., lid van de provinciale staten van Zuid-Holland; trouwde in 1859 met Julia Ewouda gravin van Randwijck (1836-1914), dochter van mr. Lodewijk Napoleon graaf van Randwijck (1807-1891), minister, lid van het geslacht Van Randwijck
  - Claire Julia van der Oudermeulen (1864-1949); trouwde in 1887 met Hendric Anne baron Clifford (1859-1908), opperhofmaarschalk en kamerheer i.b.d. van de koningin, lid van het geslacht Clifford